# エールフランス447便墜落事故
エールフランス447便墜落事故（エールフランス447びんついらくじこ）は、2009年6月1日に発生した航空事故である。
リオデジャネイロのアントニオ・カルロス・ジョビン国際空港からパリ＝シャルル・ド・ゴール空港へ向かっていたエールフランス447便が飛行中に失速して大西洋上に墜落し、乗員乗客228人全員が死亡した。この事故は、エアバスA330として最悪の事故である。
自動操縦が解除されて機体が失速した際に、操縦士が本来行うべきごく初歩的な回復動作を誤ったことが主な原因とされ、航空宇宙産業が著しく発展したはずの21世紀において、ヒューマンエラーが招いた大事故として知られる。

## 事故機に関する情報

### 事故機の経歴
447便として運用されていたのは長距離路線用の双発ワイドボディ機のエアバスA330-200（機体記号：F-GZCP）で、初飛行は2005年2月25日で、総飛行時間は18,870時間であった。

### 乗務員
- 運航乗務員:3名（全て国籍はフランス）
  - 機長:58歳・マーク・デュボア
  - 副操縦士:32歳・ピエール＝セドリック・ボナン
  - 交代副操縦士:37歳・デイビット・ロベール
- 客室乗務員:9名（うちブラジル人1名）

## 事故の経過

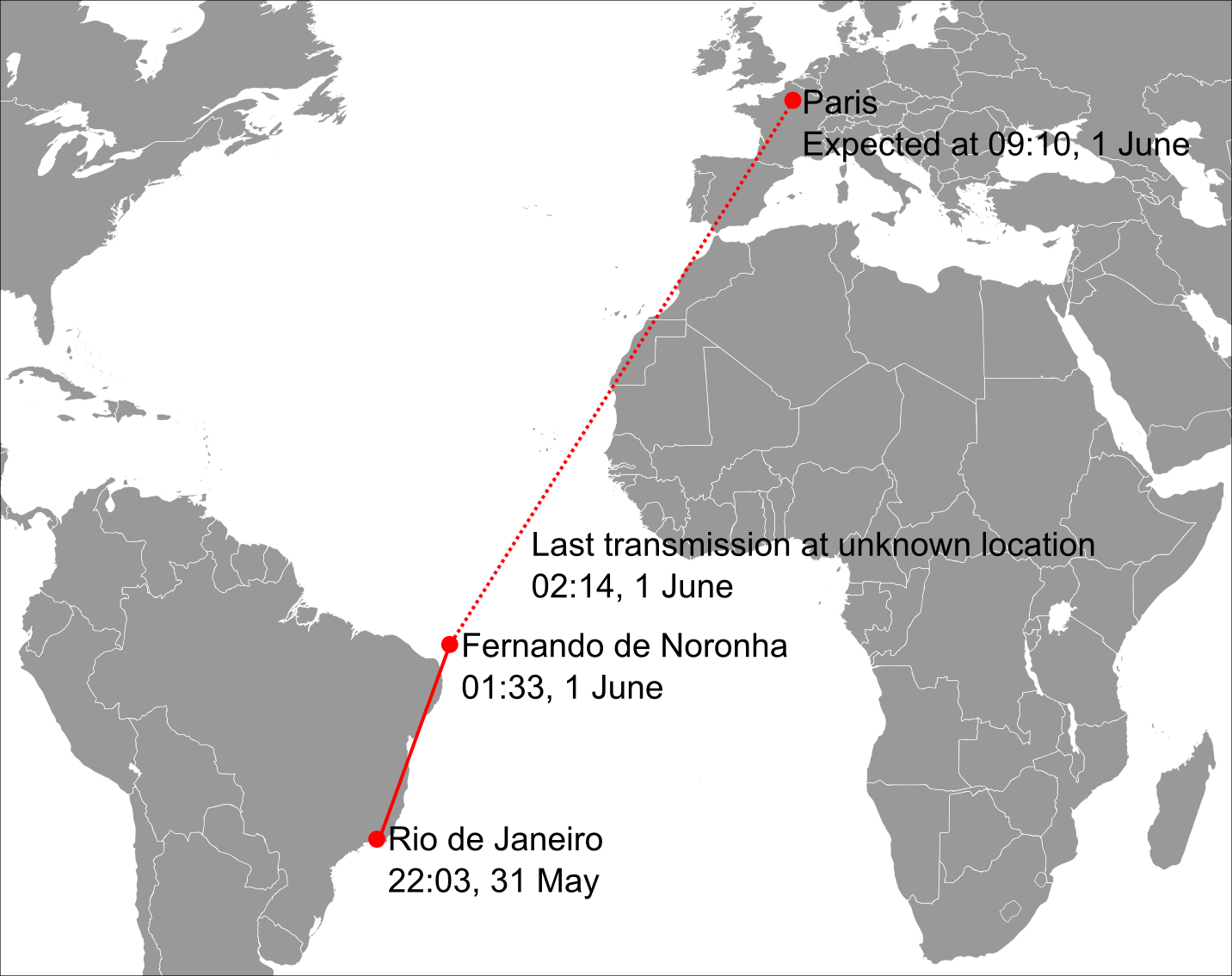
事故機の飛行経路（予定されていた経路と消息を絶った地点）

447便は乗客216人、乗員12人を乗せ、現地時間の5月31日19時3分にブラジル・リオデジャネイロのアントニオ・カルロス・ジョビン国際空港を出発した。同便はフランス・パリのシャルル・ド・ゴール国際空港に、現地時間の6月1日11時10分に到着する予定だった。
しかし、447便は協定世界時 (UTC)の6月1日2時14分頃、最後の交信を終えた後に消息を絶った。電気系統の異常を知らせる自動メッセージが同機から発せられた。当時、航路上では落雷を伴う乱気流が発生していたほか、同時間帯に現場付近を飛行していたTAMブラジル航空やエア・コメットの乗客や乗務員が「炎に包まれたもの」や「強烈な閃光」を機内から目撃しており、ブラジルやフランス、スペインなどの各軍隊が、消息を絶ったブラジル沿岸から北東約365kmのフェルナンド・デ・ノローニャ周辺で捜索を行った。

## 捜索

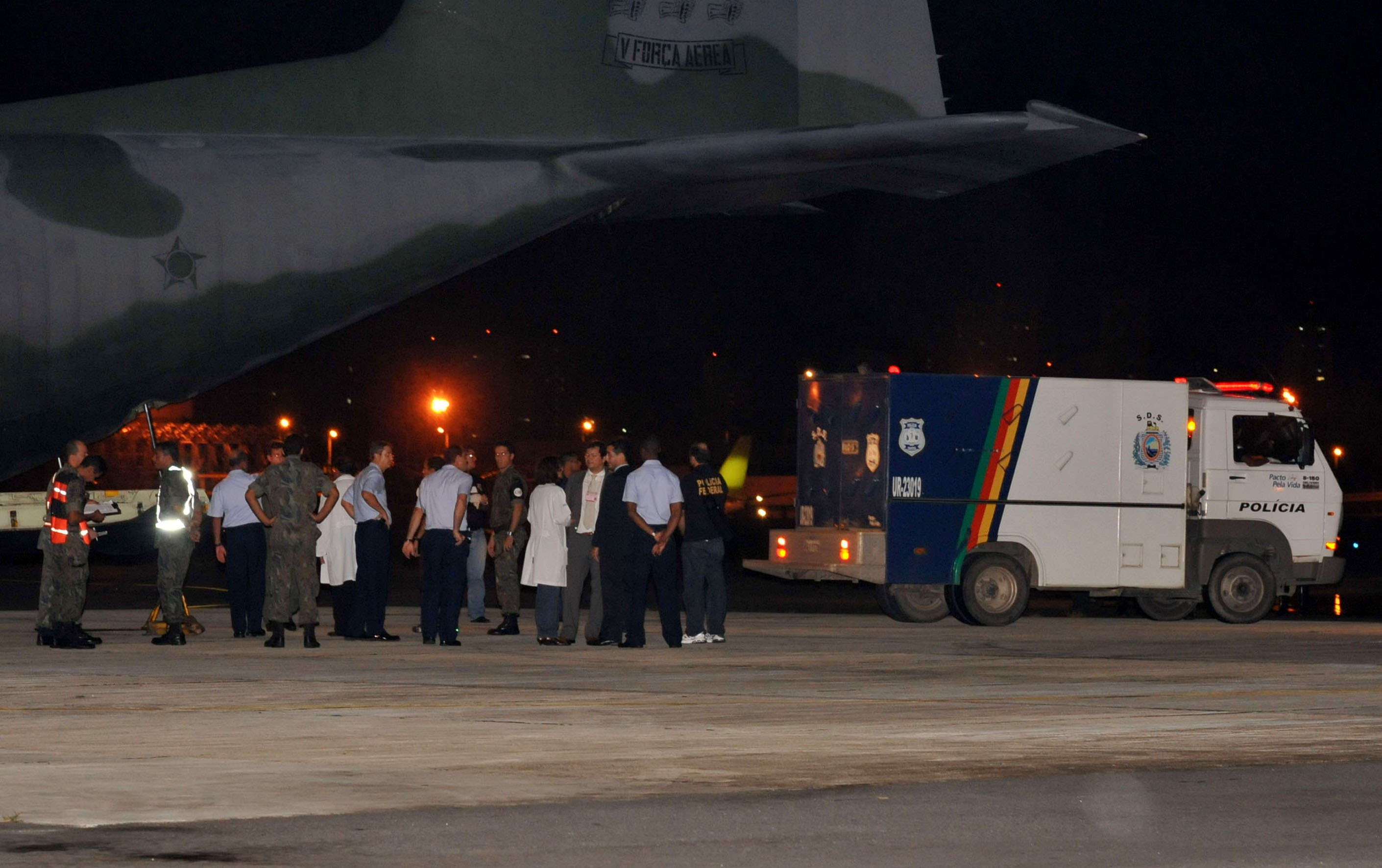
捜索に向かうブラジル空軍機

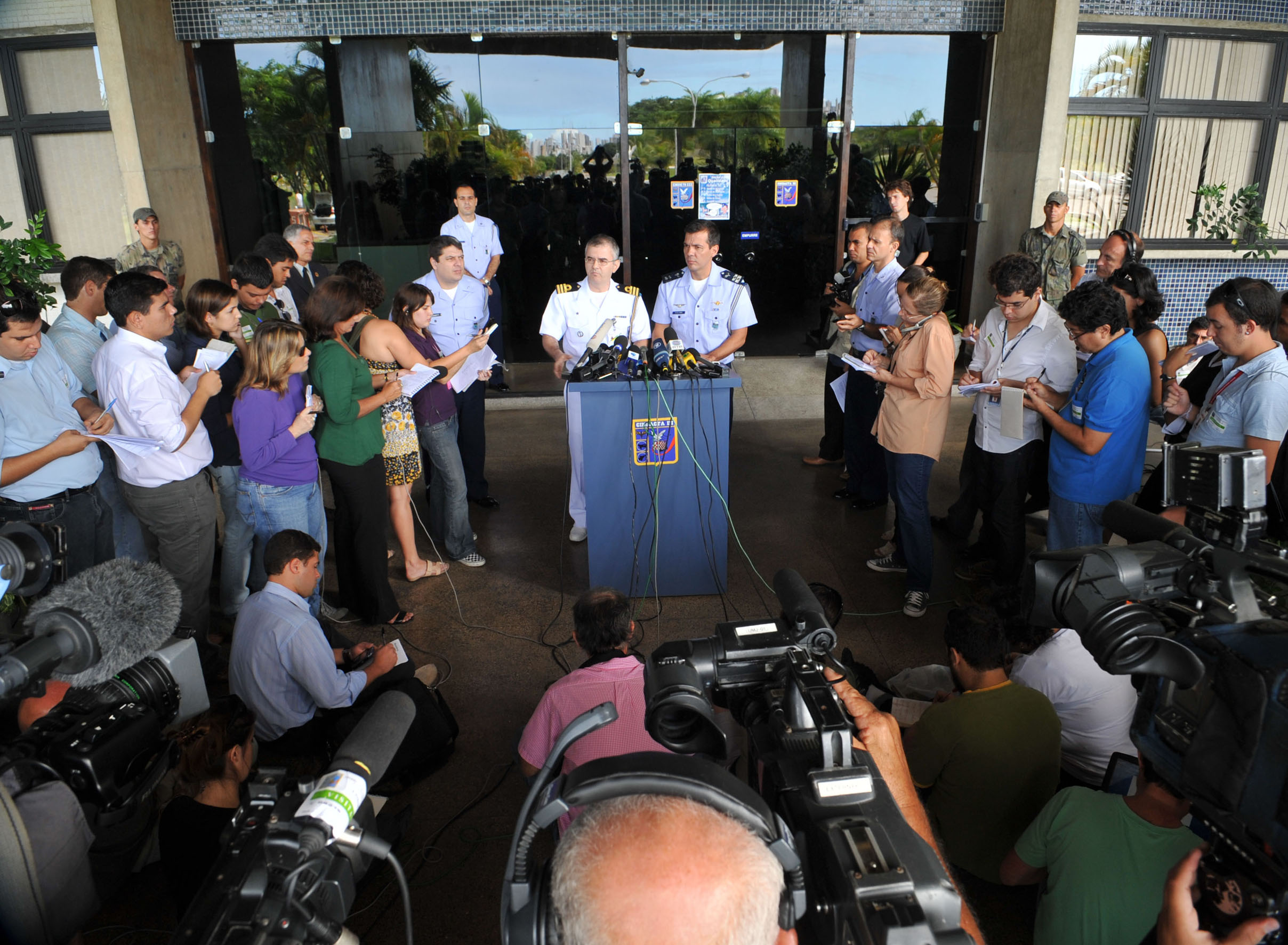
会見を行う伯仏両国の担当者

6月2日、ブラジル空軍がセントピーター・セントポール群島付近の大西洋上で座席やジェット燃料などの残骸を発見した。ブラジルのネルソン・ジョビン国防相は墜落を確認したと発表したが、後に事故機のものではないと判明した。
6月7日、ブラジル軍が乗客の遺体やエールフランスの社名入り座席や機体の残骸、447便の搭乗チケットなどの遺品を相次いで発見した。翌8日には垂直尾翼を回収した。その後もブラジル海軍に加え、フランス海軍が観測艦「プルクワ・パ?」に搭載している水中探査機や原子力潜水艦「エムロード」を動員して機体の残骸やフライトデータレコーダーの捜索と回収を行っていたが、6月25日に機体の残骸と遺体の捜索を打ち切った。最終的に600点近い機体の残骸と51人の遺体が回収された。
ブラックボックスの捜索は水深が4,000m程度と深く、海底の高低差もあったため難航した。フランス軍主導で7月2日まで続けられた後に一旦打ち切られたが、2010年2月より再開され、2011年4月3日にエンジンと主翼の一部が発見された。その後、5月1日にはアメリカの深海探査艇「レモラ6000」によりブラックボックスが回収された。しかし、生存者はその後も発見されず全員が犠牲になったとされ、エールフランスの75年の歴史で最悪の事故になった。

## 事故原因

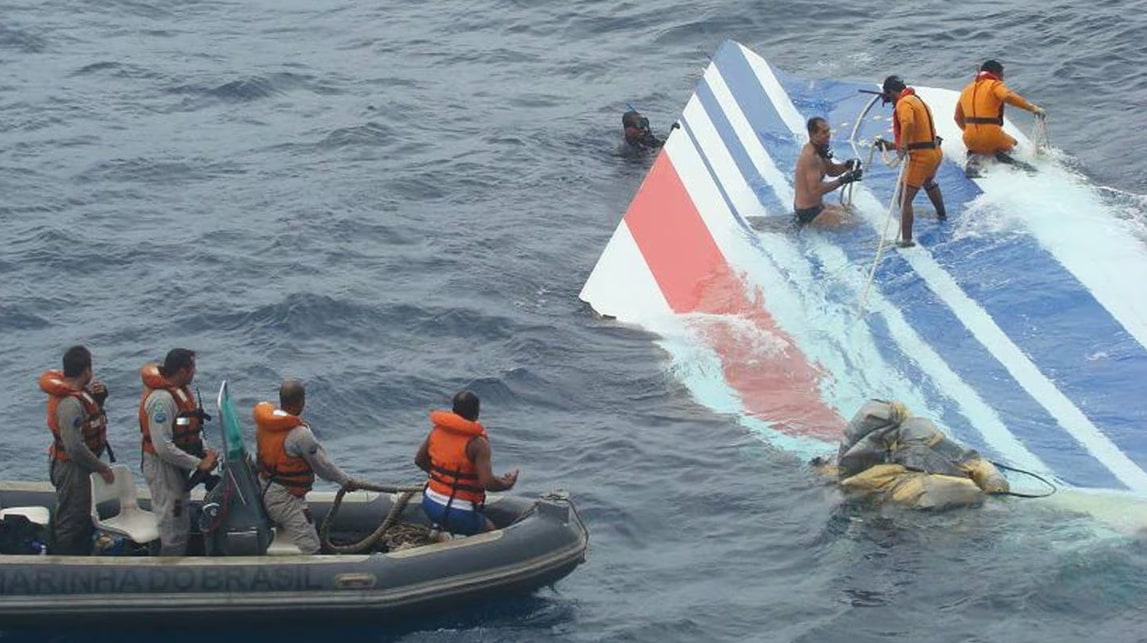
大西洋上で発見された事故機の垂直尾翼

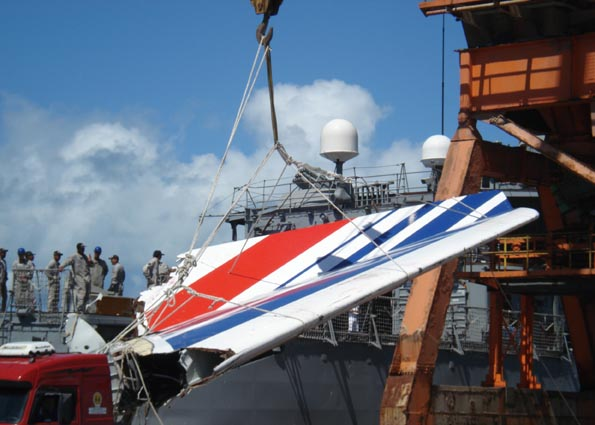
回収された事故機の垂直尾翼

事故原因については、落雷の直撃を受けたのではないかという説や、乱気流に入る際の速度を誤ったのではないかという説、消息を絶つ直前に事故機の速度計に異常が発生していたという説、エールフランスがエアバスに勧告されていた速度計の交換を行わなかったためではないかという説などが浮上したが、いずれも決め手に欠けた。
事故原因の解明が進んだきっかけは2011年5月1日、仏航空機事故調査局 (BEA)が墜落現場の海底からフライトレコーダーを発見して回収したことによる。フライトレコーダーを調査した結果、墜落の詳細が次第に明らかになった。
事故発生前、機長は休憩中のためコクピットを離れており、コクピットにいたのは交代操縦士と副操縦士のみであった。このとき片方のピトー管が着氷し、2つの速度計が異なる値を示したため自動操縦は不可能になった。手動操縦に切り替えて機首を上げていくと、やがて対気速度が落ちて失速警報が鳴り始めた。失速した際は操縦桿を前に倒して機首を下げるのが通常の対処であるが、副操縦士は逆に操縦桿をさらに引いてエンジンをフルスロットルにしたため、機体の迎角が増加して対気速度がさらに低下した。この時、2人のパイロットが失速警報について話し合った様子はなかった。失速警報が作動し高度が下がり続けている間も、速度計が正確な数値を示していないため、パイロット達は何の警報が作動しているのか分からなかった。やがて交代操縦士が副操縦士から操縦を引き継ぎ、速度を出すべく操縦桿を前に倒して機首を下げようと試みた。しかし、交代操縦士が操縦を引き継いだことは副操縦士にはうまく伝わっておらず、副操縦士は依然として下がり続ける高度を上げようと操縦桿を目一杯引いていた。一方で隣の席の交代操縦士は操縦桿を前に倒しており、2人のパイロットが正反対の操作（機首上げと機首下げ）を同時に行っていた。その結果、操作指示が相殺されて機体の姿勢を立て直すことができず、機長がコクピットに戻った時には完全な失速状態になっていた。
ボイスレコーダー（CVR）によれば、交代操縦士が「上昇しろ」と叫んだのに対し、副操縦士は「さっきからずっと操縦桿を引いている」と言っていたことが判明した。副操縦士が失速状態にもかかわらず操縦桿を引き続けていることに気づいた機長は「機首を上げるな」と指示し、副操縦士が操縦桿を手放したことで機首は下がり始めたが、すでに手遅れの状態となっていた。墜落のおよそ5秒前、先頃まで操縦桿を引き続けていた副操縦士は「なんてことだ、墜落するぞ、ありえない」「しかし何が起こったんだ？」と叫んだ。機体はそのまま海面に叩きつけられた。
操縦輪式のボーイング機とは異なり、ジョイスティック方式のエアバス機では2本の操縦桿が機械的に連結されていない（タンデムしていない）ため、2人のパイロットが互いに正反対の操作をしていることを認識できなかったことや、エアバス機の迎角センサが対気速度センサに依存する仕様だったために、機体が完全に失速して対気速度が小さくなった時点で迎角センサが機能しなくなり、これにより失速警報が停止してしまったことも事故の要因になったものと考えられている。
報告書では、失速警報がたびたび鳴っていたにもかかわらず適切な操作が行われておらず、「失速状態にあることをしっかり認知していなかった」とも指摘されていた。また、副操縦士が高高度における「計器速度の誤表示」への対応と、マニュアルでの機体操作訓練を受けていなかったことも後に判明した。

### 第三次中間報告
2011年7月29日、BEAは事故の調査状況に関する第三次中間報告書を公開した。この報告書には要約版と、安全対策の勧告書が添付されている。
第三次中間報告は幾つかの新事実を確立している。
- 交代操縦士と副操縦士は速度計が信頼出来ない場合の対処手順を適用しなかった
- 副操縦士が操縦桿を引き続けたので、機体は迎角が上がり急速に上昇した
- 操縦士たちは機体が最大上昇限度に到達したことに明らかに気付かなかった
- 操縦士たちは計器表示を読み取っていなかった（垂直速度や高度など）
- 失速警報は54秒間連続で鳴動していた
- 交代操縦士と副操縦士は失速警報について何ら会話しておらず、明らかに失速を認識していなかった
- 失速に伴ってバフェットが発生していた
- 失速警報は迎角の測定値が無効と看做された場合に停止する仕様であり、対気速度が一定値を下回るとそのような条件が満たされた
- その結果、操縦桿を押すと失速警報が鳴動し、操縦桿を引き戻すと警報が止まるという状況に陥り、それが失速してから何度も繰り返された。これが操縦士たちを混乱させた恐れがある
- 操縦士たちは高度が急速に落ちていることに気付いていたにもかかわらず、どの計器を信用すべきか分らなくなった。全ての値が支離滅裂に見えたかもしれない[44][要ページ番号]

### 最終報告
2012年7月5日、仏航空事故調査局（BEA）は、事故原因を速度計（ピトー管）の故障と操縦士の不手際が重なったこととする最終報告書を発表した。

## 裁判
2022年10月10日、エアバスとエールフランスは過失致死罪で起訴された。
2023年4月17日、フランスの裁判所は事故との因果関係は証明できないとしてエールフランスとエアバスに無罪判決を下した。

## 乗客
| 国籍             | 乗客    | 乗員  | 計      |
| ---------------- | ------- | ----- | ------- |
| フランス         | 61      | 11    | 72      |
| ブラジル         | 58 (57) | 1     | 59 (58) |
| ドイツ           | 26 (28) | —     | 26 (28) |
| イタリア         | 9       | —     | 9       |
| 中国             | 9       | —     | 9       |
| スイス           | 6       | —     | 6       |
| イギリス         | 5 (4)   | —     | 5 (4)   |
| レバノン         | 5       | —     | 5       |
| ハンガリー       | 4       | —     | 4       |
| ノルウェー       | 3 (4)   | —     | 3 (4)   |
| アイルランド     | 3       | —     | 3       |
| スロバキア       | 3       | —     | 3       |
| ベルギー         | 2       | —     | 2       |
| スペイン         | 2       | — (1) | 2 (3)   |
| モロッコ         | 2       | —     | 2       |
| ポーランド       | 2       | —     | 2       |
| アメリカ合衆国   | 2       | —     | 2       |
| アルゼンチン     | 1       | (1)   | 1 (2)   |
| オーストリア     | 1       | —     | 1       |
| カナダ           | 1       | —     | 1       |
| デンマーク       | 1       | —     | 1       |
| エストニア       | 1       | —     | 1       |
| ガボン           | 1       | —     | 1       |
| クロアチア       | 1       | —     | 1       |
| アイスランド     | 1       | —     | 1       |
| 韓国             | 1       | —     | 1       |
| オランダ         | 1 (2)   | —     | 1 (2)   |
| フィリピン       | 1       | —     | 1       |
| ルーマニア       | 1       | —     | 1       |
| ロシア           | 1       | —     | 1       |
| スウェーデン     | 1 (3)   | —     | 1 (3)   |
| トルコ           | 1       | —     | 1       |
| 南アフリカ共和国 | 1       | —     | 1       |
| 総計             | 216     | 12    | 228     |

- 乗客:216名
  - 126人の成人男性
  - 82人の成人女性
  - 7人の子ども
  - 1人の乳児

エールフランスによると、乗客乗員の国籍は大部分がフランス人（61人）とブラジル人（58人）、次いでドイツ人（26人）である。
2009年6月1日同社発表による乗客・乗員の国籍のリストを表に示す （これは6月3日発表の搭乗した乗員・乗客75名の部分的リストも含まれる）。
以下は各国政府等、他の情報源の発表による：
ブラジル人では、旧ブラジル皇帝家の子孫の1人で、将来的にヴァソウラス系ブラジル帝位請求者となることが確実視されていたペドロ・ルイス・デ・オルレアンス・イ・ブラガンサの搭乗も確認された。
ミシュラングループのフランス人の幹部社員1人と、ラテンアメリカの最高経営責任者を含むブラジル人の幹部社員2人、ドイツの鉄鋼会社ティッセン・クルップのブラジルの関連企業のCSAの社長、そして中国の国営報道メディアの8人と海外在住のファーウェイの従業員1人、同国の鉄鋼企業の6人も乗客だった。
アイルランド外務省は、ベルファスト、ダブリン、およびティペラリーから1人ずつ、女性医師3人の搭乗を確認した。彼女たちはいずれもダブリン大学トリニティ・カレッジ医学部の同期生で親友同士だった。この内ベルファスト出身の医師はリバーダンスのブロードウェイ公演に出演したダンサーでもあり、ブラジルでの休暇から帰国中と判明した。
スウェーデン大使館によれば、同国人に女性2人と、生後23カ月の幼児を含む合計3人の乗客がいた。しかし、この報告はエールフランスによる発表と矛盾する。同社は、全乗客中のスウェーデン人は1人のみと発表した。

## 映像化
- メーデー!:航空機事故の真実と真相 第10シーズン第13話「AIR FRANCE 447:VANISHED」

## 類似事故
- ノースウエスト航空6231便墜落事故 - ピトー管の凍結が墜落に繋がった例
- コルガン・エア3407便墜落事故 - 失速警報が鳴動した後、機長が機首を上げ続けたために墜落。
- インドネシア・エアアジア8501便墜落事故 - 高高度で失速後、機首上げ操作を続けたために墜落。
- アルジェリア航空5017便墜落事故 - 失速を回復するのに機首上げ操作を続けたために墜落。